# Lieke Antonisen
Lieke Antonisen (Amsterdam, 25 maart 1975) is een Nederlandse actrice. 
Antonisen speelde verschillende rollen in Nederlandse televisieseries zoals Het Glazen Huis, De co-assistent, VRijland, Flikken Maastricht en ze speelt sinds 2015 de rol van Daphne van den Bos in de populaire soapserie Goede tijden, slechte tijden.

## Filmografie
- Het geheim van Eyck (2015) - Julia Bouwman
- Goede tijden, slechte tijden (2015) - Daphne van den Bosch
- Flikken Maastricht (2014) - Gerda Blok
- De leeuwenkuil (2013) - Moeder
- Doris (2013) - Martine
- Divorce (2013) - Lerares
- Van God Los (2012) - Kim Dreesen
- VRijland (2011) - Daphne
- De hoofdprijs (2009) - Melissa van Wijk
- De co-assistent (2008) - Andrea Veerman
- Flirt (2005) - Sam
- Het glazen huis (2004-2005) - Angela Westhof